# Chaos in Pimpeltjesland
Chaos in Pimpeltjesland is het 275e stripverhaal van Jommeke. De reeks wordt getekend door Studio Jef Nys. Het album verscheen op 24 juni 2015.

## Personages
- Jommeke, Flip, Filiberke, De Miekes en Professor Gobelijn.

## Verhaal
Professor Gobelijn is met Jommeke en zijn vrienden op weg naar Pimpeltjesland. Dit om te zien hoe ver professor Pompilius gevorderd is met zijn uitvindingen en experimenten. Sinds enkele jaren is professor Pompilius in de leer bij zijn grote voorbeeld professor Gobelijn. Ondertussen in Pimpeltjesland heeft professor Pompilius het heel druk in zijn laboratorium. Zijn uitvinding, de vliegende pijp, is een toestel waarmee plastiekafval uit de oceaan wordt opgevist en vervolgens wordt omgezet in brandstof om te vliegen. Even later komt Pompilius aangevlogen met zijn nieuwste uitvinding. Gobelijn is meteen onder de indruk van deze wel bijzondere milieubewuste uitvinding. Professor Pompilius krijgt lofbetuigingen van alle Pimpeltjes. Hij is in de wolken en voelt zich opperbest.
De volgende dag ontmoeten Jommeke en zijn vrienden Pillibout. Deze jongen is boos omdat hij verloren heeft in een partijtje armworstelen. Pompilius en Gobelijn besluiten om hem te helpen en vinden een serum uit om hem beresterk te maken. Proefkonijn Pillibout is nu supersterk en vindt deze nieuwe kracht geweldig. Nu hij zo sterk is willen zijn vrienden geen wedstrijdjes meer spelen. Pillibout helpt dan maar waar hij kan met zijn uitzonderlijke kracht en biedt hulp aan anderen. Een dag later reizen Jommeke en zijn vrienden terug naar huis.
De volgende ochtend vertrekt professor Pompilius op zijn jaarlijkse ontdekkingstocht. Niet veel later stelen jaloerse jongens in het laboratorium het sterkmaakserum en overtreffen Pillibout. Pillibout wordt overmoedig en slikt, ondanks de waarschuwingen, twintig druppeltjes in om terug het sterkst te worden. De gevolgen laten niet op zich wachten. Hij begint plots te groeien. Pimpelo krijgt weet van de grote Pillibout en koning Pimpelpap wordt op de hoogte gebracht. Pimpelo vertrekt met de vliegende pijp en zoeft met grote snelheid de oceaan over om de hulp in te roepen van Gobelijn en zijn vrienden.
Ondertussen is Pillebout spoorloos verdwenen. Alle hoeken van Pimpeltjesland zijn uitgekamd. Pillibout is een heel eind verder op de oceaan. Door het teveel aan serum beseft hij nog maar amper wat hij doet. Op een boomstam peddelt hij doelloos verder richting een rotsachtig eilandje. Op het eiland woont de weerzinwekkende visman, Boraras. Boraras is een zeeman die jaren geleden schipbreuk leed en aanspoelde op het eiland. Daar werd hij gebeten door een griezelige vis uit de diepzee. Sinds die dag is Boraras zijn verstand verloren en wil hij Pimpeltjesland vernietigen. Hij zet Pillibout meteen gevangen en geeft hem een bizar drankje. Pillibout is nu in de macht van de gemene Boraras en wijst hem de weg naar Pimpeltjesland. Pillibout krijgt de opdracht om tweedracht te zaaien. Wanneer binnen een week alles op stelten staat komt Boraras Pimpeltjesland triomfantelijk veroveren.
Enige tijd later zijn Jommeke en zijn vrienden weer in Pimpeltjesland. Annemieke weet Pillibout terug te vinden en brengt hem bij zijn soortgenoten. Wat volgt is een reeks vreemde gebeurtenissen waardoor overal ruzie ontstaat tussen de bewoners. Pillibout is de aanstoker hiervan, en zorgt ervoor dat hij niet wordt betrapt. Gobelijn werkt ondertussen voort aan het geneesmiddel voor Pillibout. De Miekes, Flip en Filiberke proberen kibbelende Pimpeltjes te kalmeren terwijl Jommeke en koning Pimpelpap een oorzaak zoeken waarom er overal ruzie ontstaat.
Wanneer Pillibout met rooksignalen een boodschap overbrengt aan Boraras wordt hij door de Miekes betrapt. Pillibout vlucht en springt van een rots in oceaan. Als Pillibout weer bij bewustzijn komt na zijn sprong in het koude oceaanwater is hij weer helemaal zichzelf en biecht alles op over Boraras en diens plan. De koning heeft zijn volk toegesproken en onder leiding van Pillebout stappen ze strijdvaardig naar het strand met als doel Boraras te stoppen. Jommeke bedenkt een valstrik en werkt naarstig door aan een diepe put voor de griezelige visman. Annemieke camoufleert die met grote bladeren en strandzand. Alle Pimpeltjes hebben zich intussen teruggetrokken naar veiliger oorden.
Eens Boraras aan land komt is hij echter op zijn hoede. Maar met rookbommetjes van Filiberke komt hij toch in de diepe put terecht. Hij probeert zich meteen een weg naar boven te graven maar maakt het nodige lawaai. Wanneer hij bovenkomt eindigt zijn poging in een afgesloten metalen vat waar hij in wordt opgesloten.
Tot slot barst er een groot feest los op Pimpeltjesland.

## Achtergronden bij het verhaal
- Een volk van kleine mensen, de 'Pimpeltjes' uit album 32, maken in dit verhaal een wederoptreden.
- In dit verhaal is er geen sprake meer van prinses Pimpelella. In album 32 stond zij wel centraal in het verhaal.